# Józef Kolorz
Józef Kolorz, ps. „Marcel”, „Kostecki”, „Kilof” (ur. 19 marca 1900 w Radlinie, zm. 22 września 1938 nad Ebro) – polski działacz związkowy, komunista, uczestnik powstań śląskich, pracował w kopalni „Emma” w Obszarach. Słynna postać w historii przedwojennego ruchu robotniczego – należał do niemieckich i francuskich central związkowych i lewicowych (m.in CGT), FPK.

## Życiorys
Urodził się w Radlinie. Po ukończeniu szkoły powszechnej w Radlinie rozpoczął jako 14-latek pracę w fabryce butów, szybko przeniósł się do pracy w kopalni „Emma”.
W wieku 16 lat wstąpił do górniczego związku zawodowego. W 1918 roku przyłączył się do strajków robotniczych. 
W 1919 r. dołączył do szeregów polskiej armii i brał udział w wyprawie kijowskiej Piłsudzkiego. Na Śląsk wrócił w 1920 r.
W III powstaniu śląskim należał do 14 Wodzisławskiego Pułku Piechoty. Brał udział m.in. w walkach o Wodzisław Śląski, gdzie zlikwidował gniazdo niemieckiego karabinu maszynowego. Po powstaniach w 1922 wyjechał do Francji, gdzie pod wpływem polskiego działacza FPK Tomasza Olszańskiego ok. roku 1925 wstąpił do FPK. 
W 1923 r. zaczął pracować w górniczym zagłębiu Pas-de-Calais, gdzie został członkiem Komunistycznej Partii Francji. 
W 1927 r. pod pseudonimem Marcel Dumont przeszedł na etat partyjny jako instruktor komunistycznej grupy polskiej na północy kraju.
Od 1930 członek KC FPK i sekretarz Polskich Grup Językowych FPK. 1 grudnia 1936 roku zaczęła się pojawiać gazeta ,,Dziennik Ludowy". Kolorz stał na czele pisma pod pseudonimem Józef Kostecki. 
Po wybuchu wojny domowej w Hiszpanii, zaciągnął się do Brygady im. Jarosława Dąbrowskiego i wyjechał jako ochotnik walczyć z armią gen. Franco. Tam też zginął w 1938 r., uczestnicząc w bitwie nad Ebro. W 1946 został pośmiertnie odznaczony Orderem Krzyża Grunwaldu. Przez lata miał w rodzinnym Radlinie swój pomnik.
Upamiętniono go zmieniając nazwę kopalni ,,Emma" na ,,Marcel".